# Speaking of Dreams
Albums de Joan Baez
Diamonds & Rust in the Bullring
(1988) Play Me Backwards
(1992)
Speaking of Dreams est un album de Joan Baez sorti fin 1989. Il inclut des duos avec Jackson Browne (El Salvador), Paul Simon (Rambler Gambler / Whispering Bells) et une reprise de My Way en espagnol avec les Gipsy Kings.

## Titres
Toutes les chansons sont écrites et composées par Joan Baez, sauf mention contraire.
| No | Titre                                   | Auteur                                                     | Durée |
| -- | --------------------------------------- | ---------------------------------------------------------- | ----- |
| 1. | China                                   |                                                            | 6:29  |
| 2. | Warriors of the Sun                     |                                                            | 5:27  |
| 3. | Carrickfergus (en)                      | traditionnel                                               | 5:37  |
| 4. | Hand to Mouth                           | George Michael                                             | 4:31  |
| 5. | Speaking of Dreams                      |                                                            | 4:26  |
| 6. | El Salvador                             | Gregory Copeland                                           | 3:56  |
| 7. | Rambler Gambler (en) / Whispering Bells | traditionnel / Fred Lowry, Clarence Quick                  | 5:04  |
| 8. | Fairfax County                          | David Massengill (en)                                      | 5:53  |
| 9. | A Mi Manera                             | Claude François, Jacques Revaux, Gilles Thibaut, Paul Anka | 3:54  |

Joan Baez évoque Tank man avec la chanson China : « Et même la lune, en ce quatrième jour de juin, Cacha son visage sans voir, Le soleil noir montant au-dessus de Tiananmen
Et Wang Weilin, tu te souviens de lui, Il se tenait seul face aux tanks, Une ombre des ancêtres oubliés sur la place Tiananmen… ».

## Musiciens
- Joan Baez : chant, guitare